# Tim Sparv
Tim Sparv (* 20. února 1987 Oravais) je bývalý finský profesionální fotbalista, který hrál na pozici defenzivního záložníka. Nejvíce zápasů ve své kariéře odehrál za dánský FC Midtjylland. Za finskou fotbalovou reprezentaci byl nominován k 99 zápasům, mezi lety 2015 a 2021 byl jejím kapitánem. Klubovou kariéru zakončil v roce 2021 v HJK Helsinki, kam přešel z řeckého AE Larisa.

## Klubová kariéra
Sparv se narodil v Oravais a svou fotbalovou kariéru zahájil v dorostu klubu Norrvalla FF, než se přesunul do akademie anglického Southamptonu. Svou seniorskou kariéru ve švédském Halmstadu, odkud v roce 2010 zamířil do Groningenu.

## Reprezentační kariéra
Dne 4. února 2009 Sparv debutoval ve finské reprezentaci v přátelském utkání proti Japonsku, které skončilo porážkou 5:1. Kapitánem národního týmu se poprvé stal v zápase proti Řecku dne 4. září 2015.
Sparv byl povolán na závěrečný turnaj Euro 2020; jednalo se o historicky první Mistrovství Evropy ve fotbale, na které se Finsko kvalifikovalo.

## Osobní život
Tim Sparv pochází ze švédsky mluvící komunity žijící ve Finsku.
Sparv je ve vztahu s Jitkou Nováčkovou, českou modelkou a vítězkou soutěže krásy České Miss 2011. V lednu 2021 se jim narodila dcera Leah Elissa.
Během své fotbalové kariéry byl oceňován za dobré charakterové vlastnosti a příkladnou práci pro tým a stal se tak vzorem mnoha mladých fotbalistů.

## Statistiky

### Reprezentační
K 1. 1. 2022
| Finsko | Finsko | Finsko |
| Rok    | Zápasy | Góly   |
| ------ | ------ | ------ |
| 2009   | 5      | 0      |
| 2010   | 7      | 0      |
| 2011   | 6      | 0      |
| 2012   | 9      | 1      |
| 2013   | 7      | 0      |
| 2014   | 9      | 0      |
| 2015   | 7      | 0      |
| 2016   | 4      | 0      |
| 2017   | 3      | 0      |
| 2018   | 8      | 0      |
| 2019   | 9      | 0      |
| 2020   | 5      | 0      |
| 2021   | 5      | 0      |
| Celkem | 84     | 1      |

### Reprezentační góly
K zápasu odehranému 29. května 2021. Skóre a výsledky Finska jsou vždy zapisovány jako první
| Gól | Datum          | Místo                                | Soupeř        | Skóre | Výsledek | Soutěž          |
| --- | -------------- | ------------------------------------ | ------------- | ----- | -------- | --------------- |
| 1.  | 15. srpna 2012 | Windsor Park, Belfast, Severní Irsko | Severní Irsko | 1:2   | 3:3      | Přátelský zápas |

## Ocenění

### Klubové

#### FC Midtjylland
- Superligaen: 2014/15, 2017/18, 2019/20[13]
- Dánský fotbalový pohár: 2018/19

#### HJK
- Veikkausliiga: 2021

### Individuální
- Mladý finský hráč roku: 2007[14]
- Nejlepší hráč roku FC Midtjylland: 2015
- Fotbalista roku (Finsko): 2015[15]